# Baritius hartmanni
Baritius hartmanni là một loài bướm đêm thuộc phân họ Arctiinae, họ Erebidae.